# そば屋幻庵
『そば屋幻庵』（そばやげんあん）は、シナリオ：梶研吾、漫画：かどたひろしによる日本の時代劇漫画。

## 概要
江戸時代の寛政年間を舞台とする、一話完結の時代劇漫画で、そば屋の主と客の間で繰り広げられる人情もの。2008年から『コミック乱ツインズ』（リイド社）にて連載されているが、かどたは同誌2016年9月号から2023年12月号まで『勘定吟味役異聞』（原作：上田秀人）も連載しており、その間は不定期で同作を休載して『そば屋幻庵』を掲載する形を採った。2024年7月号から『そば屋幻庵』の連載を再開している。
単行本はリイド社からSPコミックスとして刊行されている。また、コンビニコミックとして廉価版も同じくリイド社SPポケットワイドとして刊行されている。
杉良太郎、松平健、福士誠治らがコミックスの帯に紹介文を書いている。
『コミック乱ツインズ』2018年8月号では連載10周年を記念し、雑誌表紙に掲載、表紙イラストのQUOカードの読者プレゼントの他、同号掲載話では劇中に梅沢富美男をモデルにした旅芸人「富美」が登場し、女形姿も描かれた。
2024年9月時点で累計部数は200万部を突破している。

## 物語
1200石の旗本・牧野玄太郎は、栄進を確実視されながらも、突如として家督を一人息子に譲り引退する。家のものには碁会所に通うと偽り、蕎麦好きに『絶品の味』と評判の屋台を営む第二の人生を送り始めた。滅多に店を出さない玄太郎の屋台は、いつしか幻庵と呼ばれるようになった。

## 登場人物
牧野玄太郎（まきの げんたろう）
本作の主人公。
才能によって着実に昇進を続け、将来は勘定奉行も確実視されていたが、蕎麦好きが高じ、市井の夜鳴き蕎麦屋に押しかけ弟子入りして自分でも蕎麦を打つようになり、52歳で隠居（当時は70前後まで役職に就くのが普通だった）。息子・栄次郎に家督を譲り、平吉と共に担ぎ屋台で密かにそば屋として第二の人生を歩む。屋台の隠し場所とそばの仕込みを行っている長屋の者たちからは「玄さん」と呼ばれている。
剣術の腕前も立ち、人情に厚いが、女性の気持ち（特に恋心）には疎い。蕎麦が絡むと人が変わり、美味い蕎麦の研究は怠らない。また、料理の腕も立ち、時々台所に立っては腕を奮って調理し、栄次郎たち家中の舌を唸らせている。
役所勤め時代の人脈もあって交友関係は広く、特に南町奉行の常磐家興（後述）とは唯一無二の親友同士。
蕎麦屋の主が旗本の隠居であることを知る人間は少なく、前述の長屋の住人をはじめ、その正体を知る者にも固く口止めをしていて、屋台を出す時には武家式の髷を隠すほっかむりをしている。ただし、家興と平吉にだけは事前に打ち明けていたため、二人は事情を始めから知っており、平吉は屋台の手伝いを買って出た。
妻・結江（ゆえ）との間に栄次郎がいるが、結江は栄次郎が物心つく前後に亡くなってしまっている。以後は再婚せず、乳母（結江の遠縁の者）と共に男手で栄次郎を育てた。
平吉（へいきち）
27年前、そば屋で玄太郎と相席になったことから交流が始まる。
玄太郎と出会った当時は紙問屋の奉公人で、主から婿養子となり跡を継ぐことを望まれていたものの、人の上に立つことが苦手で悩んでいたところ、玄太郎に窮地を助けられたことで商人としての生き方に見切りをつけ、牧野家の中間として働くようになる。
また、紙問屋の奉公時代、えんに思いを寄せられていたのを知っており、生真面目な性格ゆえに、現在でも嫁を持たずに独身のままである。年月が経った現在は月に1度だけ、えんに自分が作った蕎麦を振る舞っている。
牧野家使用人の監督的立場にあるが、常に玄太郎と行動を共にし、幻庵の手伝いもしており、それで藤丸に嫉妬されることもしばしば。
牧野栄次郎（まきの えいじろう）
玄太郎の一人息子で、玄太郎の隠居に伴って牧野家の当主となり、玄太郎と同じく勘定方に勤める。幼少時に母を亡くしており、父と乳母の手で育った。剣術にも長けている他、好角家でもあり、力士などにかけては事情通。
父から、「贔屓の店のそば」として幻庵の蕎麦を食べたことがあるが、父が作ったものであることは知らない。9巻で藤丸との縁で幻庵を訪れることになるが、正体を知られるわけにいかなかった幻太郎の策で親爺に扮した左眼の不躾な態度に、蕎麦は美味いが愛想の悪い嫌な親爺と悪印象を持ち、以後は屋台に来なくなった。
妻・かなえとの間には長らく子どもが授からなかったが、単行本10巻で懐妊が判明し、11巻で無事に玄之輔が誕生した。
牧野かなえ（まきの かなえ）
栄次郎の妻。同心の三浦いわく、「妻女としても女性としても非常にできた」人物。
玄太郎の言動から、薄々何かを勘付いている様子。
牧野玄之輔（まきの げんのすけ）
栄次郎とかなえの第一子。単行本12巻ではお食い初めを行っている。
おみつ
牧野家で働く下女。非常に活発な娘で好奇心が強く、「自称・女の勘が鋭い」。なによりも好奇心が優先する性格から、幻庵のことが彼女に知られればそのまま栄次郎たちにも知られてしまうため、秘密にされている。
「女の勘」で、何度も玄太郎と平吉の後を尾行するが、途中で撒かれたり他のことに気を取られたりして失敗している。後に、偶然にも玄太郎に私怨を持つ者が命を狙っていることを利用して辻斬りの犯人に仕立て上げ、この件で恐怖したおみつは夜中に玄太郎の後を尾けるのをやめる。
みずきとは初対面で意気投合し、別れの際には涙を流している。秀平からは好意を寄せられているものの、それに気付いていない。
結江の母親
本名不明。現在は実家の高輪で長女・多江と婿養子の松本と共に住んでいる。結江が栄次郎を出産したが故に亡くなっていることに、女としての幸せを選んだと多江共々理解はしているものの、多忙で妻の最後を看取ってやれなかった玄太郎を恨んでいる。曽孫である玄之輔を大層可愛がり、また杉江学明の勧めで幻庵の蕎麦を食べて以来大層気に入っており、時折玄之輔の顔を見るために牧野家を訪れ、帰りに幻庵の蕎麦を食べることが通例になってしまっている。
藤丸（ふじまる）
幻庵の常連で、辰巳芸者。江戸で一、二を争う売れっ子芸妓。気風が良く、度胸もある本作のヒロイン。
面倒見が良く、同じ置屋の菊乃や音吉に慕われており、彼女らと幻庵で食事する姿も度々描かれている。
蕎麦屋の主が旗本の隠居ということは知らないが、玄太郎に何度も命を救われるうちに恋心を抱くようになり、一部の常連客も察している。玄太郎の作る蕎麦をこよなく愛しており、幻庵が長期間出店しない時などは、我を忘れて屋台を探すこともある。後に時々幻庵を訪れる常磐などの武家や、六右衛門などの素性を知る者たちの玄太郎に対する接し方、時折り見せる品格ある言動などで、玄太郎がかなり位の高い武家の出であることを推測しているが、それでもみんなのために蕎麦を打っている玄太郎として、それ以上推測するのを止めている。
文平（ぶんぺい）
玄太郎の蕎麦の師匠。本編開始時より5年前に死去しており故人。玄太郎が使用している屋台は、文平から受け継いだもの。出合って間もない玄太郎と常盤のやり取りを見て、「蕎麦と汁の関係になれるかも」と評した。市井の夜泣き蕎麦屋台の店主で、孫娘におよしがいる。一本気な性格で蕎麦作りに妥協がない。
岡崎（おかざき）
勘定勝手方に勤める若者。
上司の不正を見て見ぬふりしかできない自分の不甲斐なさを責め、酒に酔って酩酊しているところで玄太郎と出会う。
勘定方の役人ではあるが、盗賊の一味と対峙した際には1人で足止めをするような一本気で熱い心情の持ち主。
南町奉行・常磐家興の一人娘、世乃と将来を誓い合うほどの相思相愛の仲ではあるが、まだ家興には交際を許してもらってはいない。
神倉秀信（かみくら ひでのぶ）
勘定吟味役を務める。岡崎の上司にあたる。玄太郎の後輩で、玄太郎を尊敬している。その影響で、蕎麦好きで種類にも詳しい。部下の岡崎に連れられて幻庵に行くまで、玄太郎が引退後に蕎麦屋をやっていることは知らなかった。以後は玄太郎の相談事に協力するようになり、礼として蕎麦を打ってもらったりしている。
坂井（さかい）
役職を持たない貧乏御家人で、江戸の生活を諦め、妻の実家である金沢に引っ越す前夜に幻庵に立ち寄った。玄太郎の蕎麦を「芯から理解する初めての人」で、別れを惜しんだ玄太郎の裏の働きかけにより、勘定方として働くことになる。2人はただの蕎麦屋の主と客という関係以上の付き合いを始め、坂井の紹介によって「楓」を知ることになる。
望月秀平（もちづき しゅうへい）
元服前の少年。剣術道場の仲間に無理やり果し合いを約束させられているところを、おみつが見つけ話に割り込んだことで玄太郎と縁ができる。普段は木野村道場に通い、道場主の娘・りんに恋するも許婚がいると知り諦める。りんを諦めた後、たまたま出会ったおみつの笑顔にときめき、好意を寄せるようになるが、当のおみつは色気より食い気のためか気付いていない、
大林左門（おおばやし さもん）
心形刀流の使い手で、大熊剣術道場の師範代。現在は知己の道場を引き継いで切り盛りしているが、剣術にはまりこんで無茶な道場破りや立ち会いを繰り返し、変人扱いされて人付き合いが疎遠になっていた時期がある。そのためか、腕の立つ剣客に出会うと昔の悪い癖が出て理性と欲望の狭間で煩悶する。玄太郎の蕎麦作りの所作を見て、剣術の腕も並々ならないものを持っていると推測しているが、玄太郎にはうまく誤魔化されている。
内兵衛（うちべえ）、お染（おその）
そば処「楓」を営む兄妹。楓の名は亡くなった内兵衛の妻の名前から。
内兵衛は妻に先立たれて気力を失っていたが、お染や玄太郎、坂井らの働きで乗り越えた。蕎麦の研究に関しては玄太郎に劣らず熱心で、玄太郎が馴染みや訳ありの客をもてなす際には協力してくれる。
お染は手伝いながら店で惣菜や深川飯を出していたが、煮売屋として独立を思い立ち、玄太郎の発案でまずは屋台を出すことになる。
大吉（だいきち）、時次（ときじ）
上方から一旗揚げるために江戸にやってきた若い商人。現在は材木問屋に奉公し、独立資金を貯めている。大吉のほうはお染に惚れており、楓の常連にもなる。
磯吉（いそきち）
幻庵の常連。堪え性がなく奉公先を次々と変えており、しまいには盗賊にも憬れたこともある。その際に、連続する押し込み盗賊の事件で盗賊に連れ去られる。磯吉が奉公したことのある屋敷を見張っていたため、盗賊一味を捕えることができた。盗賊の仲間になったわけではなく（押し込み先の間取りの情報を得た後は殺されるところだった）、功罪半ばということで、南町奉行の常磐家興から1年の禁・幻庵を申し付けられる。
その後も奉公先は長続きしなかったが、常磐の屋敷に仕えることになる。あちこち奉公したことで地方の訛りや風習に詳しい。また、誰とでも接しやすいその性格から、藤丸の薦めもあり密偵として働かせたところ、予想以上に成果を挙げ、その功績を讃えられて単行本16巻で禁・幻庵を免除され、念願の幻庵の蕎麦を食べられるようになる。
おりょう
男を騙して荒稼ぎする女詐欺師。「幻庵」の常連である松吉、徳を誑しこむ騒ぎを起こすが、玄太郎に見破られて姿を消す。その後、今度は玄太郎の懐を狙うがそれも見抜かれ、一杯喰わされた上、常磐家に奉公させられる羽目になる。
言動は悪ぶっているが、根は善人。
奉公先の常盤の娘の世乃とは友情を育んでおり、世乃の危機に際しては機転を利かせて命を救ったりしている。
常磐家興（ときわ いえおき）
仁王様の異名を持つ強面の南町奉行。玄太郎の親友にして蕎麦仲間。玄太郎が隠居して蕎麦屋の主になることを聞かされていたのもあって、彼が幻庵の主であることは始めから知っている。折を見ては幻庵の蕎麦を食べに来ており、幻庵の蕎麦を玄太郎からの依頼の駄賃にすることもある。
玄太郎がまだ勘定方に勤めていたころ（互いに若い時であり、家興自身も南町奉行を拝命して間もなかった）に事件を通じて知り合い、以来の付き合いとなる。何かとトラブルの発端になる磯吉やおりょうの面倒をまとめて見ており、自分から決して見捨てることがない懐が深い人物である。
長女の世乃（よの）を溺愛しており、言い寄る男には誰であろうと容赦しない。特に勘定方の者に嫁がせることに猛反対しているが、それは不正と汚職が蔓延る役所の裏事情をよく知るが故のことである。また長男の世一郎も溺愛しつつも、常磐家の跡取りとして、幼いながらも敢えて厳しく接している。
常磐門興（ときわ かどおき）
家興の父親。老齢ながらも江戸へ繰り出しては迷惑を働く無作法者に注意をし、巷ではかみなり爺さんとして有名。偶然に出会った岡崎を気に入っており、孫娘の世乃との関係を知り、家興に世乃との交際を認める様諭すなど孝行爺の一面もある。玄太郎とも知り合いであり、時折幻庵に訪れては試作の蕎麦の試食などをしている。
左眼（さがん）
元侠客で、神倉の下で調査の任に就いている。右目に眼帯をしている。
遊んでいた子供の独楽紐が旗本奴の目に当たり、怒って子供を斬ろうとした際に、その抜き身を素手でつかみ、自身の右眼に突き刺してことを納めた。その場に居合わせた神倉の配下に雇われ、「左眼」の名を与えられた。常盤からは磯吉に爪の垢を煎じて飲ませたい位だと言わしめた。沢山の孤児の面倒を見ているが、誰にも明かしてない故に、玄太郎に人攫いに間違われたことがある。
体術に長け、ある程度の相手だったら丸腰でも捻じ伏せることができる他、単行本9巻では物盗りに扮して栄次郎から脇差しを抜き取った上に、手加減をしつつも栄次郎と互角に渡り合えるほど。
松本茂三(まつもと しげぞう)
玄太郎の妻・結江の実家である松本家の三男。部屋住みの立場に疑問を感じ、士分を捨てても新たに自身の価値を問うてみたいと玄太郎の許を訪れ、信州で一番と言われる蕎麦の実作りの名人・峰蔵の下で修業をすることになる。
峰蔵（みねぞう）、みずき
信州で一番と言われる蕎麦の実作りの名人・峰蔵とその娘。
「楓」の内兵衛から聞いた村を訪ねた際に知り合う。当初、峰蔵は過去に江戸の者と揉めたいきさつがあり、江戸者の玄太郎を毛嫌いするが、玄太郎の蕎麦に対する熱意と思いを知り、玄太郎の作った蕎麦に感銘を憶え、玄太郎に蕎麦粉を譲ることを承諾する。その際に、みずきに江戸を見せるべく玄太郎にみずきを託す。
江戸にてみずきはおみつと会ってすぐに意気投合、それからは牧野家から笑い声が途切れず、かなえは「まるで幼馴染の友達」と称している。
峰蔵が土砂崩れの際に腰痛を起こしたという知らせを受け、みずきが峰蔵の元へと帰る際には、おみつと涙しながら別れる。
その後も自分の生きる道を探す茂三を受け入れたり、玄之輔のお食い初めのために蕎麦粉を送るなど、牧野家との交流は続いている。後に蕎麦の花を使っての養蜂も手掛けるようになる。
網五郎（あみごろう）
流しの蕎麦職人。本千代という犬を連れている。諸国を巡って名物の蕎麦を喰いながら新しい品書き（メニュー）を考えているが、本人の蕎麦打ちの腕は今ひとつ。長年旅を続けているだけあって顔が広く、知り合いの芸人一座と共に大晦日の幻庵営業を誤魔化すための時間稼ぎもしている。幻庵の蕎麦に惚れて指導を頼み込むが、技術が伴わず結果は芳しくない。しかし、蕎麦に対する研究は熱心であり、腕が不自由になってしまった職人に幅広麺を提案したり、食欲不振の伊勢屋主人の食欲を回復させる蕎麦を考え出すなど、玄太郎が一目置くほどの発想力を持っている。
艶乃（あでの）
旅芸人で天草艶乃一座の女座長。身軽な弟の小太郎は一座での軽業師を務める。そば屋姿の玄太郎と、幻庵の蕎麦を気に入り、江戸での芝居上演の際には幻庵によく立ち寄る。藤丸の玄太郎への想いに気付いており、茶化してからかったりもする。幻庵の屋台が盗まれた盗賊騒動の際には、弟の小太郎と共に活躍、無事に屋台を取り戻す。
杉江学明（すぎえ がくめい）
東国出身の絵師。当時は禁制だった西洋画を収集するなど、己の技術向上の探求に余念がない。絵師として評価されており、弟子にも慕われている。玄太郎とは何かと関わり合いになり、藤丸や玄之輔などを描く。
村越（むらこし）
江戸詰めの奥羽南達藩藩士。大の蕎麦好きで造詣も深い。幻庵の蕎麦をとても愛しており、帰国の際には人目をはばからず涙を流すほど。一本気な性格で、玄太郎の紹介で知り合った坂井と意気投合、似た者同士の蕎麦友達となる。一時は藩主の命により奥羽に帰郷しようとしたが、村越の心中を汲んだ藩主の計らいにより蕎麦見聞役という役目を与えられて江戸滞在期間が延期となる。
勇次（ゆうじ）
髪結い師の青年で、江戸一番の髪結い師と呼ばれるほどの腕前に加えて色男なのもあり、芸者をはじめとする贔屓客も多いが、根っからの職人気質で朴念仁なところがある。とある出来事がきっかけで玄太郎と懇意になり、時折玄太郎の頼みを快く引き受け、玄太郎も頼まれる時には礼の代わりにおみつの髪結いを頼む。
六右衛門（ろくうえもん）
蕎麦屋の大店「暮松屋」店主。若い頃は蕎麦職人として働いていたが、職人としての才能があまりなく、やけになったところで玄太郎と出会い諭される。しかし、間違った受け止め方をしてしまい、その捻じ曲がった解釈のまま商売人としての才能を開花させ、以後はあこぎな商法や他の蕎麦屋の乗っ取りなどで店を大きくする。そのことで玄太郎に諭されると逆恨みし、様々な手で玄太郎の妨害を行うが、すべて失敗している。商売人としての実力は本物で、玄太郎たちもある程度は認めているものの、蕎麦屋の乗っ取りや蕎麦粉の偽装など、蕎麦通からは非難が多い。プライドが高く律儀であり、あくまで蕎麦屋として幻庵に勝ちたいと考えており、玄太郎も人の道は完全に外れていないと評している。
善五郎（ぜんごろう）
全国屈指の腕と才能を持つ笠間焼の陶工。生活に彩りを与えてくれる器を作りたいという亡父の意思を継いで純粋に作陶に励み、陶工として名を馳せるようになったが、それ故にやがて器が観賞品として有難られていることに憤りを感じ、自身の目で確かめるために江戸を訪れる。そして器よりもその「銘」を有難る人々を見て、陶工としての有り様に思い悩むも、たまたま訪れた幻庵で、純粋に客のために蕎麦を打っているとの玄太郎の言葉を聞き、悩みが吹っ切れ、彼になら器も喜ぶだろうと持参していた丼茶碗数杯を託す。その丼茶碗は、杉江学明をはじめとする目利きの利く客からも、惜し気もなく扱っていると一目置かれている。
富美（とみ）
日本中に名を知られている旅芸座「梅沢一座」の座長で、自らも女形として活躍する。とある物盗りに出くわしたのきっかけで大店の裏帳簿のことを知り、無実の罪を着せられた奉公人を助けるために活躍する。
人物のモデルは俳優の梅沢富美男であり、連載10周年記念の企画として執筆された。
歌川広重
幼少の頃より絵が好きで、かつて絵を描きに江戸中を廻っているうちに迷子になったところを玄太郎に出会った。彼が絵師に反対する父親を諭したお陰で絵師としての道を歩めたと、大成を成した晩年になっても当時のことを昨日の出来事のように思い出し感謝している。作中では後世に遺した「名所江戸百景・冬の部『虎ノ門外あふひ坂』」に描かれた「屋台を担いだ蕎麦師」は玄太郎をモデルにしていることになっている。

## 書誌情報
- シナリオ：梶研吾、漫画：かどたひろし 『そば屋幻庵』 リイド社〈SPコミックス〉、既刊17巻（2024年12月13日現在）
  1. 2009年5月27日発売、ISBN 978-4-8458-3811-0
  2. 2010年1月29日発売、ISBN 978-4-8458-3812-7
  3. 2010年7月28日発売、ISBN 978-4-8458-3813-4
  4. 2011年2月24日発売、ISBN 978-4-8458-3814-1
  5. 2011年8月26日発売、ISBN 978-4-8458-3816-5
  6. 2012年3月30日発売、ISBN 978-4-8458-3817-2
  7. 2012年11月27日発売、ISBN 978-4-8458-4377-0
  8. 2013年5月23日発売、ISBN 978-4-8458-4378-7
  9. 2013年12月26日発売、ISBN 978-4-8458-4379-4
  10. 2014年7月28日発売、ISBN 978-4-8458-4380-0
  11. 2014年12月26日発売、ISBN 978-4-8458-4381-7
  12. 2015年5月25日発売、ISBN 978-4-8458-4382-4
  13. 2015年12月12日発売、ISBN 978-4-8458-4383-1
  14. 2016年7月13日発売、ISBN 978-4-8458-4384-8
  15. 2017年11月13日発売、ISBN 978-4-8458-4385-5
  16. 2019年4月12日発売、ISBN 978-4-8458-5448-6
  17. 2024年12月13日発売、ISBN 978-4-8458-6840-7